# 同時配達
同時配達 (どうじはいたつ) は、第三種郵便物もしくは第四種郵便物、またはゆうパックもしくはゆうメールなど郵便以外の送達役務に係る荷物と同時に差し出された郵便物を、同時に配達または交付する日本郵便の制度である。

## 同時配達される郵便物の対象
- 第三種郵便物
- 第四種郵便物
- ゆうパックまたはゆうメールなど郵便以外の送達役務に係る荷物

（これらを、以下「第三種郵便物等」と記述する）
ゆうパケット、クリックポストなども、おもて面に余白があれば基本的には可能であるが、局長に確認のこと。
なお、レターパックやスマートレターは同時配達せずとも信書の同封が可能である。
また日本郵便のサービスであるため、ゆうパック以外の他社の宅配便サービスでは受付けられない。

## 同時配達する郵便物の条件
- 第一種郵便物であること（定形外郵便物を除く）。よって実質的に、定形第一種郵便物（手紙）、郵便書簡だけが可能である[1]。
- 重量は50g以下（郵便書簡においては25g以下）。これを超えると受け付けられない（別便郵送となる）。[2]
- 宛名が「第三種郵便物等」と同一であること。（なお、封書等の宛名の記載省略は認められない）
- 「第三種郵便物等」の表面にその裏面を密着させ「第三種郵便物等」から離れないようにし、荷物の中に入れないこと。また、郵便物のサイズ及び貼付け方法は、「第三種郵便物等」の切手、料金印面、宛名書き、差出人などの必要事項が隠れないものであること[3]。
- おもて面に「同時配達」と明記すること。（朱書きでなくてもよい）
- 郵便物の郵便料金や切手は、別途必要である。
- 郵便物に対する特殊取扱は不可。また、「第三種郵便物等」に対する特殊取扱は当該郵便物には適用されない。例えば、速達便サービスや「第三種郵便物等」に対する追跡サービスは、同時に配達されるので実質的には享受できる。逆に、郵便物側を速達扱いなどにはできない。「第三種郵便物等」に書留サービスなどを適用しても、郵便物側には適用されない（郵便物は損害賠償の対象外となる）。

## 注意点
基本的に郵便局の郵便窓口に差し出す。郵便窓口以外のコンビニエンスストアなどで差し出す場合は受け付けられない場合がある。
また、郵便窓口であっても、郵便約款適合取扱であるにもかかわらず、非正規の郵便局員が受付拒否をしたり、同時配達郵便物を無断で剥がそうとする場合があるので注意が必要であり、基本的には局長に掛け合うと良い。
「第三種郵便物等」が郵便ポスト投函できる場合には、基本的に同時配達取扱のまま郵便ポスト投函可能であるが、集配局に確認した方が良い。

### 信書の取扱について
そもそも「第三種郵便物等」について信書の同封が出来ないからこその取扱でもあるが、制限が多く、郵便料金も別途必要となるため、例えば、「『第三種郵便物等』で送る物件と25g以下の少量の信書該当物件を（兎に角同時に）送達したい場合において、全体を定形外郵便物とするよりも安価となる場合がある」と言った特殊条件下を除いては、料金面でのメリットはない。
単に「第三種郵便物等」と郵便物が同時に配達されると言うメリットが、送り手・受け手側にあるだけである。加えて「第三種郵便物等」に対する速達サービスや追跡サービスなどが、同時配達であるが故に（対応かつ申込した場合には）享受できると言う点もある。
なお、ゆうパックなど郵便法が適用されない荷物には、手紙などの信書は同封できないが、次を満たすものは（信書には該当しないため）ゆうパックなどの荷物に同梱が可能であり、必ずしも同時配達あるいは別便郵送にする必要はない。
「貨物の送付と密接に関連し、その貨物を送付するために従として添付される無封の添え状・送り状」は、荷物（貨物）に添付して送ることができる。例として次のような文書であって封をしておらず、荷物に従として添えられる簡単な通信文は添付することができる。
- 「添え状」
貨物の送付、授受やその代金につき、その処理や送付の目的、送付に関して添えられる挨拶、その他貨物に密接に関連し従として添えられる簡単な通信文

なお、第三種郵便物、第四種郵便物に関しては、信書であるかどうかにかかわらず、同封できる物や外装に記載できる事項に細かい規則がある。詳細は各項目を参照のこと。

## その他
似たような取扱に小包葉書がある。2003年3月末で制度上は終了したが、現在も経過措置として、はがき（第二種郵便物）料金との差額分の切手を貼り付けて利用できる。私製小包葉書は認められないため、手持ち分に限られる。
なお、旧来の小包郵便物は外装を紐類で縛ったものが主流であったために紐類に縛り付ける細い金属製紐が付いているが、現在主流の段ボール箱には適応しないため、同時配達と同じように貼り付ける必要がある。（なお、同時配達制度には該当しない経過措置のため、おもて面に「同時配達」と記載してはいけない。）
新聞などの第三種郵便物には郵便帯紙（郵便帯封）が、一般向けの販売は終了したが既存の第三種郵便物向けに現在も有効である。郵便帯封にはおもて面の半分に、信書には該当しない一般向けの通信文を載せることができる。